# Partido Socialista de Malasia
El Partido Socialista de Malasia (en malayo: Parti Sosialis Malaysia) o simplemente PSM es un partido político malasio y una rama del Partido Popular de Malasia (PRM), que anteriormente mantuvo la misma ideología. Fue el primer partido socialista de Malasia desde que el PRM cambiara su nombre de Partido Socialista Popular de Malasia a solo Partido Popular en 1990.
En los primeros diez años posteriores a su fundación en 1998, el Gobierno Federal de Malasia le negó el registro como partido político, por lo que tuvo que presentar candidatos como parte de otro partido. La razón original dada fue que PSM es una amenaza para la seguridad nacional. Sin embargo, el Ministerio del Interior les dio luz verde el 17 de junio de 2008, después del crecimiento opositor en las elecciones federales de marzo de 2008, en las que el PSM, apoyado por el Partido de la Justicia Popular (PKR), logró ganar un diputado como parte de la coalición Pakatan Rakyat (Pacto Popular), Michael Jeyakumar Devaraj.
A pesar de obtener su registro legal, el PSM mantuvo su alianza con el PKR y volvió a competir como parte de la coalición en las elecciones de 2013, resultando su candidato reelecto por amplio margen. Sin embargo, abandonó la alianza después de las elecciones y en los siguientes comicios, trató de competir directamente por sí solo con su propio símbolo electoral. Todos sus candidatos perdieron sus depósitos y actualmente no cuenta con representación en ningún órgano legislativo parlamentario o estatal.

## Resultados electorales
|  | 0.19 % |

|  | 0.13 % |

|  | 0.21 % |

|  | 0.19 % |

|  | 0.03 % |